# Fiat F-15
Der Fiat Tipo 15 ist ein leichter Militär-Lkw, der von Fiat Veicoli Industriali hergestellt wurde. Der 1911 eingeführte Tipo 15 wurde von der Königlich Italienischen Armee im Italienisch-Türkischen Krieg und im Ersten Weltkrieg eingesetzt.

## Geschichte

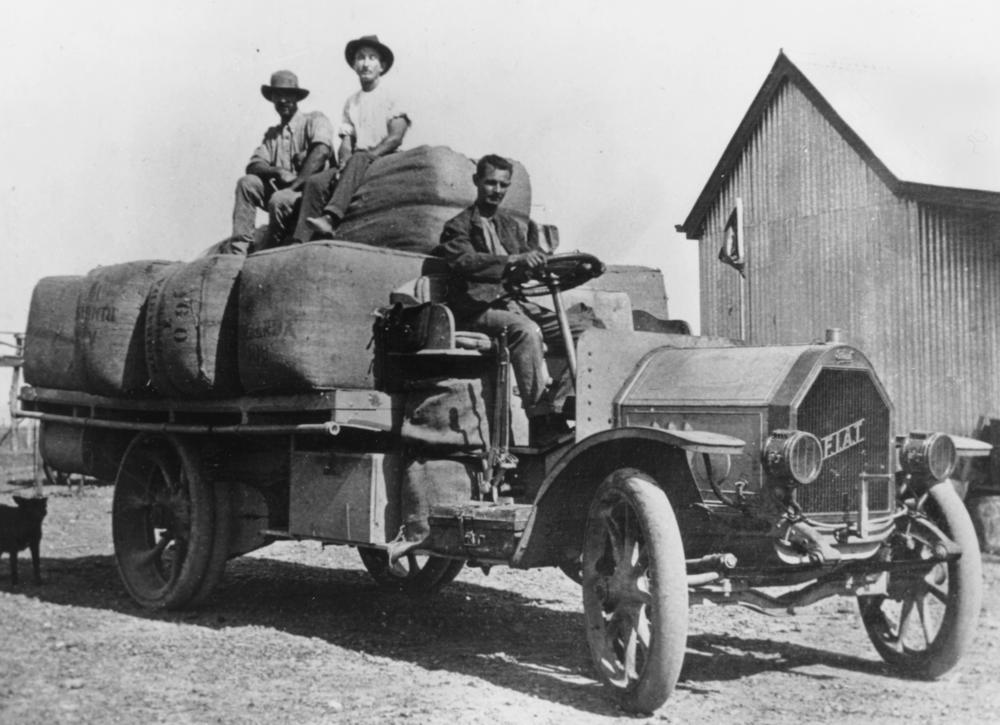
Ziviler Fiat 15, beladen mit Wollballen, südlich von Winton, Queensland, ca. 1915

Im Jahr 1909 forderte die Italienischen Armee einen leichten Mehrzweck-Lastkraftwagen für den Transport von Personal und Material. Der von Carlo Cavalli entworfene Fiat Veicoli Industriali präsentierte den Fiat 15. In diesem neue Modell führte Fiat eine mechanische Kraftstoffpumpe ein, statt des durch Schwerkraft aus einem hochliegenden Tank geförderten Fallbenzins.
Der Lkw trat 1911 als Fiat 15 bis in den Militärdienst ein und wurde im Italienisch-Türkischen Krieg stark genutzt. Spitzname „Libyen“, weil es für den Einsatz in dieser Kolonie vorgesehen war. Anschließend wurde 1913 der Fiat 15 Ter eingeführt, der mit einem stärkeren Motor ausgestattet war.
Während des Ersten Weltkriegs kam zu seiner Produktion für die Streitkräfte die des Fiat 18 hinzu.
Das Fahrgestell des zivilen Lastkraftwagens wurde neben den unzähligen Sonderausstattungen der zahlreichen Karosseriewerkstätten auch für die Vorbereitung von Bussen und Löschfahrzeugen für die Bürgerfeuerwehr verwendet. Ab 1918 wurde eine weitere Iteration namens Fiat Terni entwickelt, die ebenfalls ausschließlich in Libyen eingesetzt wurde und ihr den Namen Fiat Terni-Tripoli einbrachte. Dieser Bodenpanzerwagen basierte auf dem Lkw-Chassis Fiat 15 ter.

## Technologie
Das Fahrgestell des Fiat 15 ist auf Vierspeichenrädern aufgebaut, wobei die vorderen Lenkräder und die hinteren Antriebs- und Zwillingsräder vorhanden sind. Der Frontmotor des Fiat 15 ist ein 3.053 cm³ (186,3 cu in) großer Vierzylinder-Benziner Fiat Brevetti 15/20, der durch das Vorhandensein einer Kraftstoffpumpe anstelle der Schwerkraftzufuhr innovativ ist. Der Fiat 15 bis verfügt über den gleichen Motor, während der Fiat 15 ter mit einem stärkeren Fiat 53A-Benzinmotor mit 4.398 cm³ (268,4 cu in) ausgestattet ist, mit einer Geschwindigkeit von 35 auf 40 km/h (22 auf 25 mph). Scheibenräder aus Stahl.

## Militärische Nutzung
Der Fiat 15 und seine Derivate wurden von der italienischen Armee eingesetzt, Chargen wurden jedoch auch nach Frankreich, in die USA und in das Vereinigte Königreich verkauft, während zerlegbare Bausätze des Lastwagens auch nach Russland geliefert wurden, wo die lokale Produktion im AMO-Werk in Moskau stattfand. Später diente dieser Lkw als Basis für das Modell AMO-F-15.